# Lijst van sterkste schakers
In de schaaksport worden de speelsterktes van de spelers bij gehouden aan de hand van een ratingsysteem. Dit gebeurt onder andere door de mondiale schaakorganisatie FIDE. Deze organisatie maakt ieder jaar tweemaal een ranglijst openbaar, nl. op 1 januari en 1 juli. Deze lijst bevat de sterkste schakers en schaaksters ter wereld.

## Top 20 FIDE-ranglijst
Onderstaande lijst geeft de twintig sterkste schakers onafhankelijk van geslacht ter wereld weer uit de Top 100 van de FIDE-ranglijst, aangevuld met schakers uit Nederlandstalige landen. De ranglijst wordt met een rating van 2835 aangevoerd door Magnus Carlsen. Peildatum: 1 december 2018.
| Nr. | Schaker                | Nationaliteit    | Rating | Aantal wedstrijden |
| --- | ---------------------- | ---------------- | ------ | ------------------ |
| 1   | Magnus Carlsen         | Noorwegen        | 2835   | 12                 |
| 2   | Fabiano Caruana        | Verenigde Staten | 2832   | 12                 |
| 3   | Shakhriyar Mamedyarov  | Azerbeidzjan     | 2817   | 0                  |
| 4   | Ding Liren             | China            | 2813   | 10                 |
| 5   | Anish Giri             | Nederland        | 2783   | 10                 |
| 6   | Maxime Vachier-Lagrave | Frankrijk        | 2781   | 10                 |
| 7   | Vladimir Kramnik       | Rusland          | 2777   | 0                  |
| 8   | Viswanathan Anand      | India            | 2773   | 0                  |
| 9   | Aleksandr Grisjtsjoek  | Rusland          | 2771   | 0                  |
| 10  | Levon Aronian          | Armenië          | 2765   | 0                  |
| 11  | Wesley So              | Verenigde Staten | 2765   | 0                  |
| 12  | Yu Yangyi              | China            | 2764   | 10                 |
| 13  | Ian Nepomniachtchi     | Rusland          | 2763   | 0                  |
| 14  | Teimour Radjabov       | Azerbeidzjan     | 2757   | 0                  |
| 15  | Sergej Karjakin        | Rusland          | 2753   | 0                  |
| 16  | Hikaru Nakamura        | Verenigde Staten | 2746   | 0                  |
| 17  | Veselin Topalov        | Bulgarije        | 2740   | 0                  |
| 18  | Jan-Krzysztof Duda     | Polen            | 2738   | 0                  |
| 19  | Peter Svidler          | Rusland          | 2737   | 2                  |
| 20  | Arkady Naiditsch       | Azerbeidzjan     | 2736   | 2                  |
|     |                        |                  |        |                    |
| 92  | Robin van Kampen       | Nederland        | 2658   | 0                  |

Geen Belg, Antilliaan of Surinamer in de Top 100 van de FIDE-ranglijst

## Vrouwen
Onderstaande lijst geeft de twintig sterkste schaaksters ter wereld weer uit de Top 100 van de FIDE-ranglijst. Peildatum: 1 december 2018.
| Nr. | Schaakster                | Nationaliteit       | Rating | Aantal wedstrijden |
| --- | ------------------------- | ------------------- | ------ | ------------------ |
| 1   | Hou Yifan                 | China               | 2662   | 4                  |
| 2   | Ju Wenjun                 | China               | 2575   | 14                 |
| 3   | Anna Moezytsjoek          | Verenigd Koninkrijk | 2569   | 8                  |
| 4   | Kateryna Lahno            | Rusland             | 2560   | 14                 |
| 5   | Humpy Koneru              | India               | 2541   | 4                  |
| 6   | Maria Moezytsjoek         | Verenigd Koninkrijk | 2540   | 10                 |
| 7   | Alexandra Kosteniuk       | Rusland             | 2537   | 10                 |
| 8   | Aleksandra Goryachkina    | Rusland             | 2518   | 4                  |
| 9   | Nana Dzagnidze            | Georgië             | 2513   | 4                  |
| 10  | Zhongyi Tan               | China               | 2508   | 4                  |
| 11  | Valentina Gunina          | Rusland             | 2496   | 6                  |
| 12  | Dronavalli Harika         | India               | 2494   | 6                  |
| 13  | Elisabeth Paehtz          | Duitsland           | 2487   | 6                  |
| 14  | Antoaneta Stefanova       | Bulgarije           | 2486   | 6                  |
| 15  | Zhao Xue                  | China               | 2485   | 4                  |
| 16  | Bela Khotenashvili        | Georgië             | 2479   | 4                  |
| 17  | Marie Sebag               | Frankrijk           | 2476   | 0                  |
| 18  | Dinara Saduakassova       | Kazachstan          | 2472   | 4                  |
| 19  | Sarasadat Khademalsharieh | Iran                | 2470   | 11                 |
| 20  | Zhansaya Abdumalik        | Kazachstan          | 2470   | 8                  |

Geen Antilliaanse, Belgische, Nederlandse of Surinaamse in de Top 50 van de FIDE-ranglijst.